# Пироженко Раїса Іванівна
Пироженко Раїса Іванівна (1928—1993) — радянська, українська акторка театру і кіно. Членкиня Спілки кінематографістів України. Нагороджена медалями.

## Життєпис
Народилася 8 березня 1928 року. Закінчила акторський факультет Київського державного іститугу театрального мистецтва ім. І. Карпенка-Карого (1951).
Працювала у театрах Ворошиловграда, Дніпродзержинська, Сімферополя, Києва.
З 1961 р. — акторка Київської кіностудії ім. О.Довженка.
Померла 28 грудня 1993 р. в Києві.

## Фільмографія
Знялась у фільмах:
- «Партизанська іскра» (1957, Марія)
- «Кров людська — не водиця» (1960, Олеся Фесюк)
- «Лісова пісня» (Килина)
- «Артист із Коханівки» (1961, Анастасія)
- «З днем народження» (1961, тітка Даша)
- «Сумка, повна сердець» (1964, Федора)
- «Пилипко» (мати)
- «Весілля в Малинівці» (1967, «Ленфільм»)
- «Сади Семіраміди» (1970, "Грузія-фільм)
- «Місто першої любові» (1970, Мосфільм)
- «Нічний мотоцикліст» (1972)
- «Лаври» (1972, Тетяна)
- «Адреса вашого дому» (1972)
- «Абітурієнтка» (1973)
- «Мріяти і жити» (1974)
- «Соколово» (хазяйка)
- «Червоний півень плімутрок» (1975, хазяйка півня)
- «Я більше не буду» (1975, сусідка)
- «Не плач, дівчино» (1976, пасажирка)
- «Тачанка з півдня» (1977, куркулька)
- «Смужка нескошених диких квітів»
- «Дощ у чужому місті» (1979)
- «Ведмежа» (1981, Пелагея)
- «Два дні на початку грудня» (1981)
- «Грачі» (1982)
- «Три гільзи від англійського карабіна» (1983) та ін.